# Cântar cu arc

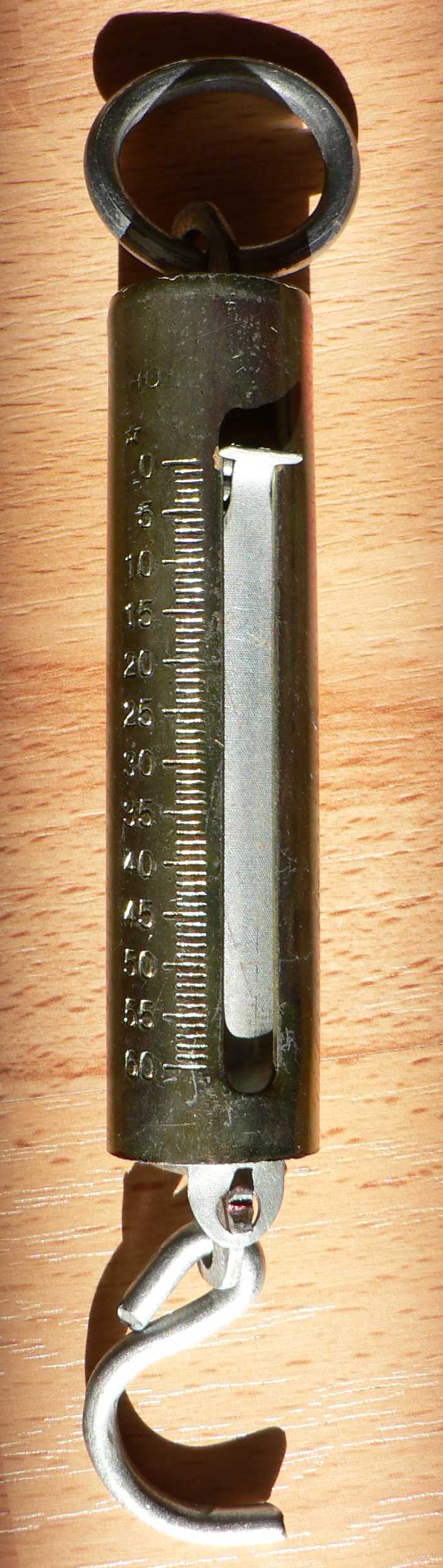
Cântar cu arc cu scală liniară

Un cântar cu arc este un cântar mecanic, de fapt un dinamometru cu arc. 
Întrucât este un dispozitiv de măsurat forțele el măsoară de fapt greutatea, de aceea indicațiile sale depind de valoarea gravitației la locul de cântărire. Poate fi calibrat pentru măsurarea precisă a masei în locul în care sunt utilizate, dar poate să indice valori eronate în alte locuri. De asemenea, arcul cântarului se poate întinde permanent la utilizarea repetată. Din aceste motive adesea sunt marcate cu textul „Nu pentru uz comercial" sau alt text echivalent.

## Istoric
În Marea Britanie primul cântar cu arc a fost construit în jurul anului 1770 de către Richard Salter din Bilston, lângă Wolverhampton. El și nepoții săi, John și George, au înființat firma „George Salter & Co.”, încă producători remarcabili de cântare și balanțe, care în 1838 a brevetat cântarul cu arc. Ei au aplicat, de asemenea, același principiu de echilibrare cu arc și pentru supapele de siguranță cu arc ale locomotivelor cu abur, înlocuind supapele anterioare cu greutate mare.

## Construcție

Construcția cu arc spiral și cea cu arc de ceas

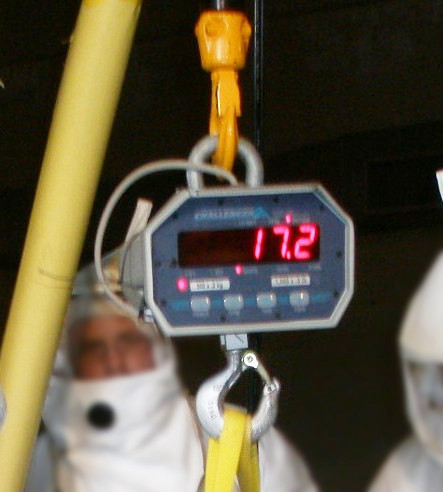
Cântar cu afișaj electronic

Cântarele cu arc pot fi cu scală liniară sau circulară. Cele cu scală liniară se bazează pe un arc spiral, iar cele cu scală circulară pe un arc de ceas. Arcurile sunt fixate la un capăt, iar la celălalt capăt au atașat indicatorul scalei. Cântarele moderne pot avea afișaje electronice.
Cântarele pot fi de mână sau de masă. Cele de mână au în partea de sus un inel sau un mâner de care pot ținute sau de care pot fi atârnate. În partea de jos au un alt cârlig sau un platan, legate de capătul liber al arcului. Cele de masă, inclusiv cele pentru cântărirea persoanelor, au ca punct fix un suport: masa, podeaua sau sunt atârnate pe perete. Au un platan pe care se așează corpul a cărui greutate se măsoară.
Cântarele cu arc se produc cu diferite dimensiuni. În general, cântarele mici, care măsoară newtonii, vor avea un arc cu o constantă a arcului mai mică decât cele mai mari care măsoară zeci, sute sau mii de newtoni, sau chiar mai mult, în funcție de scala de newtoni folosită. Cea mai mare scală poate atinge 8000 de newtoni (se pot cântări c. 800 kg).
Un cântar cu arc poate fi etalonat în diferite unități de forță sau de masă (kilograme, grame și altele). Strict vorbind, doar valorile forței sunt corect indicate. Pentru a vedea dacă valorile indicate sunt corecte pentru masă, trebuie cântărit un obiect a cărui masă este cunoscută, cu arcul în repaus și într-un cadru de referință inerțial, fără ca să existe vreo altă interacțiune cu alt obiect, decât cu cântarul propriu-zis.

## Funcționare

Principiul de funcționare: o forță dublă alungește arcul de două ori mai mult

Cântarul funcționează în conformitate cu legea lui Hooke, care afirmă că forța necesară pentru a întinde sau comprima un arc este proporțională cu deformația arcului. Întrucât legea lui Hooke este o funcție liniară, scalele acestor cântare sunt liniare, adică marcajele de pe scalele lor sunt egal distanțate.
Un cântar cu arc va arăta corect doar într-un sistem de referință în care accelerația pe axa arcului este constantă (cum ar fi pe Pământ, unde accelerația se datorează gravitației). Acest lucru poate fi demonstrat luând un cântar cu arc într-un ascensor, unde greutatea măsurată se va schimba pe măsură ce ascensorul se mișcă în sus și în jos, schimbându-și viteza.
Dacă două sau mai multe cântare cu arc sunt atârnate una sub cealaltă în serie, fiecare cântar va arăta aproximativ aceeași valoare, greutatea corpului legat de cântarul inferior. Cântarul din partea de sus ar arăta puțin mai mult datorită faptului că la greutatea corpului se adaugă și greutatea cântarului inferior.

## Utilizări
Cântarele cu arc sunt larg folosite în domeniul casnic drept cântare de bucătărie și cântare pentru cântărirea persoanelor. În învățământ sunt folosite pentru măsurarea forțelor și accelerațiilor. Industrial, ele sunt folosite drept cântare auto sau cântare pentru conveiere. Sunt folosite atunci când nu este nevoie de o cântărire foarte precisă, fiind preferate pentru că sunt simple, ieftine și robuste.

## Imagini

Cântar istoric cu două scale
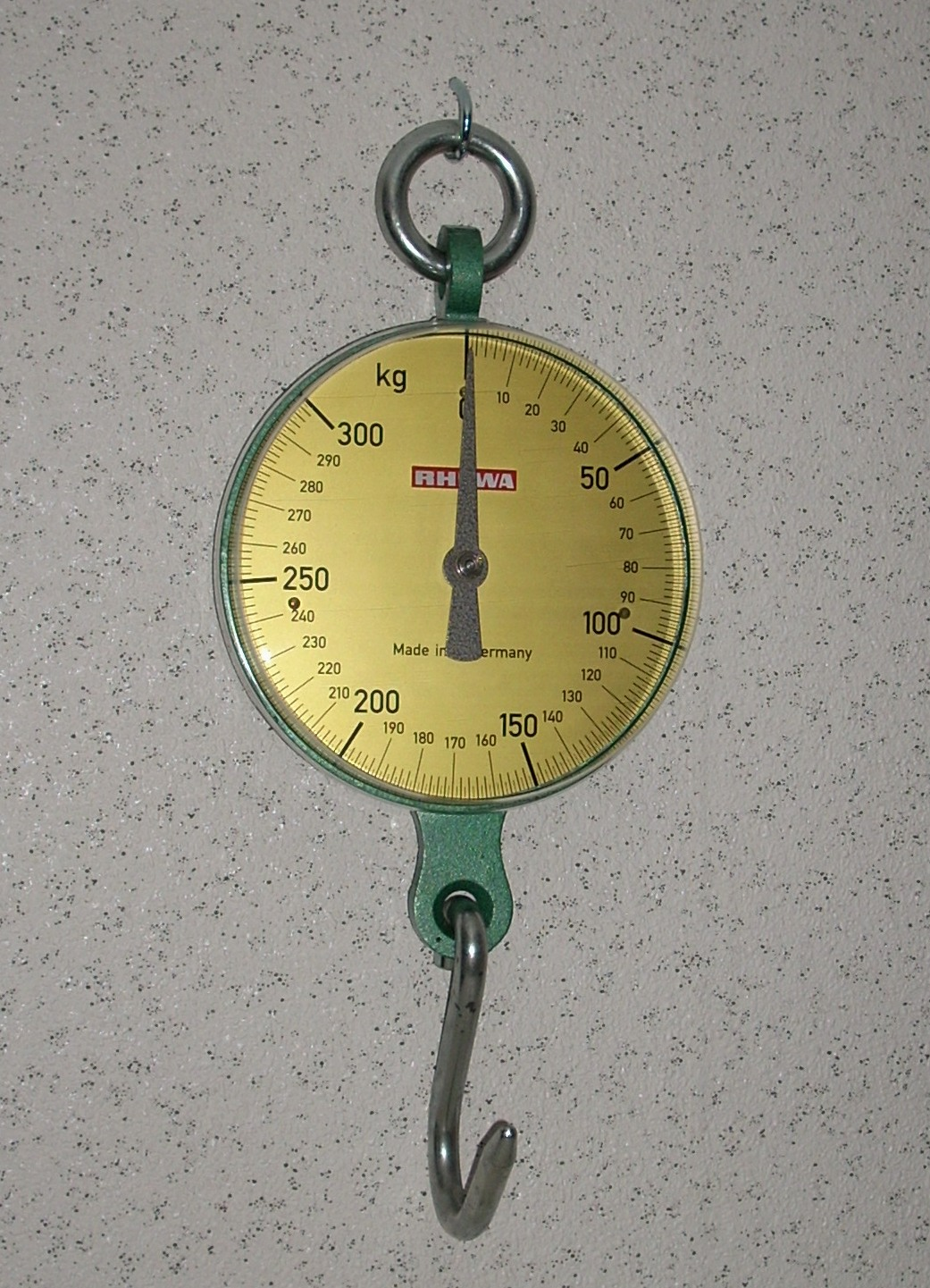
Cântar cu scală circulară
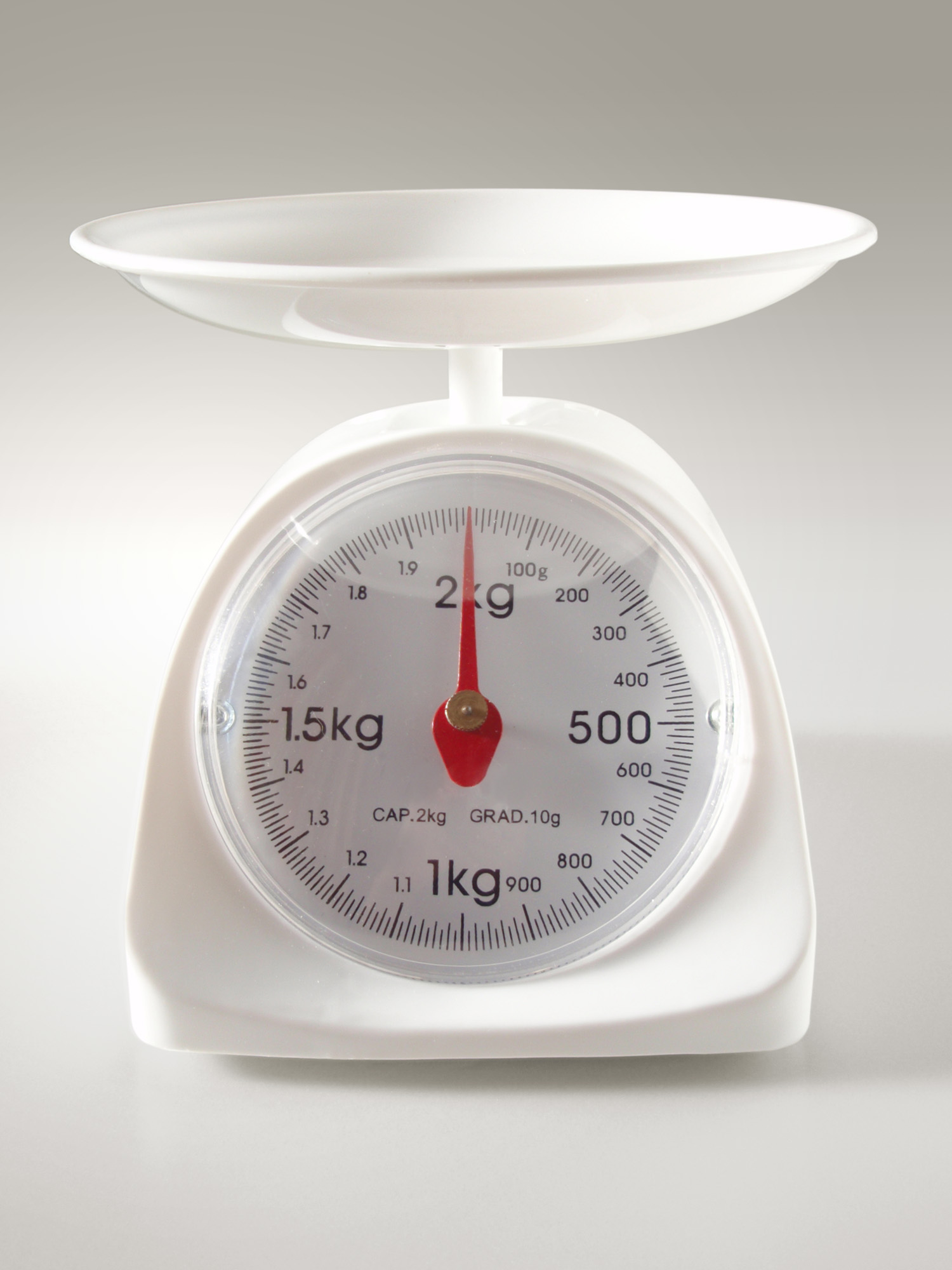
Cântar de bucătărie
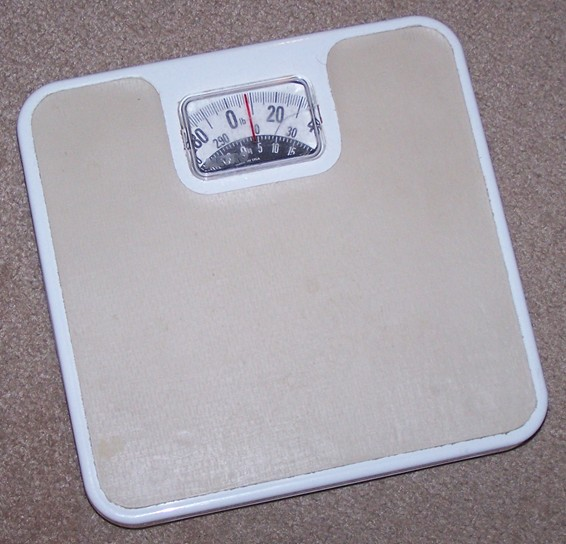
Cântar pentru persoane
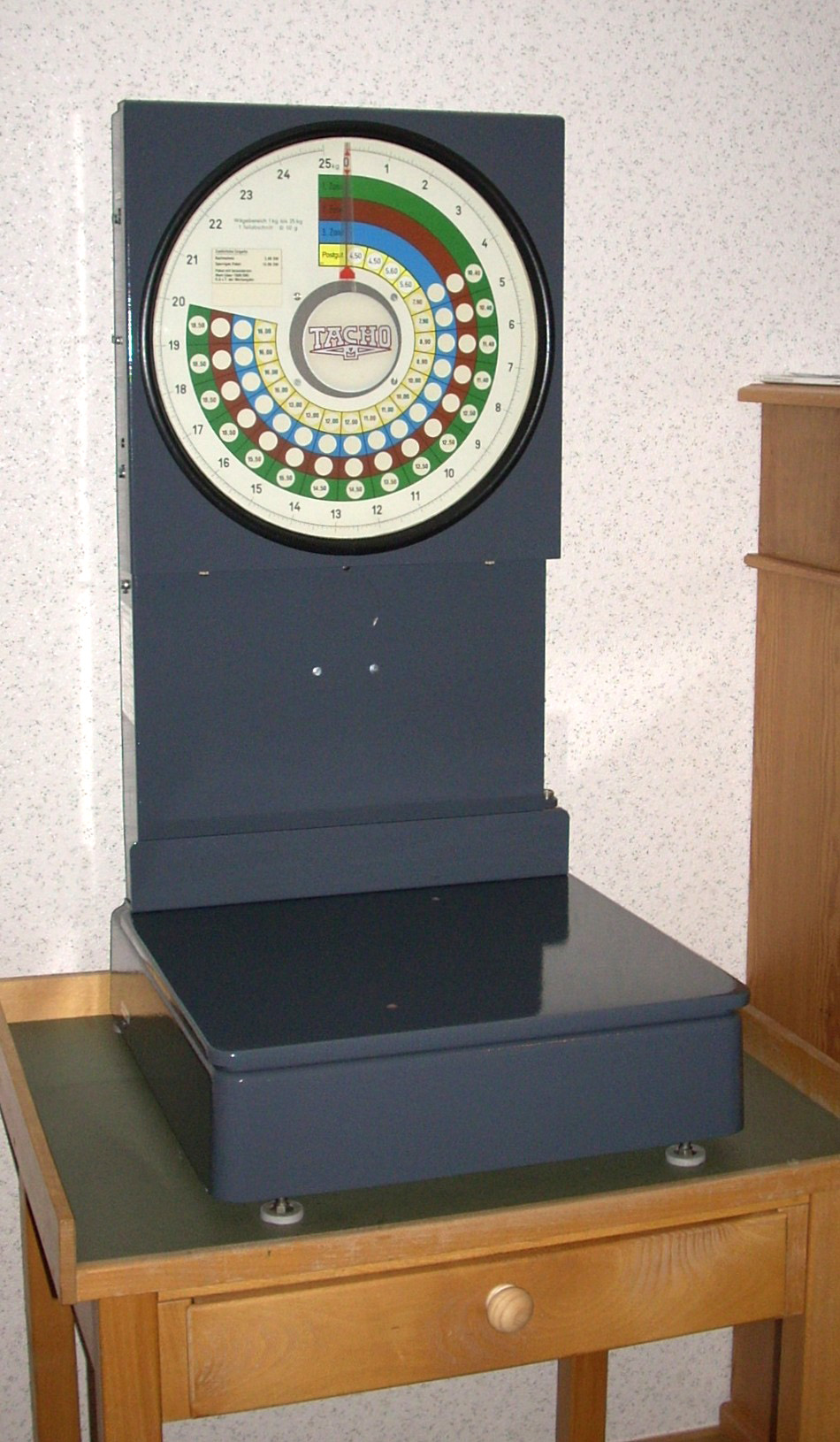
Cântar poștal